# Dewey Redman
Dewey Redman (Fort Worth, Texas, 17 de mayo de 1931-Nueva York, 2 de septiembre de 2006) fue un saxofonista tenor estadounidense de jazz. Seguidor de John Coltrane, trabajó en muchos estilos, desde la vanguardia jazzística hasta el blues, pasando también por el bop.

## Trayectoria
Influido desde su infancia por Louis Jordan y por lo clásicos del blues, Dewey comenzó tocando el clarinete en el instituto. Tras siete años en San Francisco, en 1967 se fue a Nueva York uniéndose al quinteto de Ornette Coleman. Trabajó, simultáneamente, con sus propias formaciones y con la Liberation Music Orchestra. 
Entre 1971 y 1976 tocó con Keith Jarrett y con el Old and New Dreams (grupo influido por la música de Ornette Coleman).
Es padre del saxofonista Joshua Redman.
Falleció por un colapso masivo de origen hepático tras habérsele diagnosticado cáncer de próstata en 1997.

## Discografía

### Como líder
- 1966: Look for the Black Star (Freedom)
- 1969: Tarik (BYG Actuel)
- 1973: The Ear of the Behearer (Impulse!)
- 1974: Coincide (Impulse!)
- 1975: Look for the Black Star (Arista Freedom)
- 1979: Musics (Galaxy)
- 1979: Soundsigns (Galaxy)
- 1980: Red and Black in Willisau con Ed Blackwell (Black Saint)
- 1982: The Struggle Continues (ECM)
- 1989: Living on the Edge (Black Saint)
- 1992: Choices (Enja)
- 1992: African Venus (Evidence)
- 1996: In London (Palmetto)
- 1998: Momentum Space (Verve) con Cecil Taylor y Elvin Jones

Con Old and New Dreams
- Old and New Dreams (Black Saint, 1976)
- Old and New Dreams (ECM, 1979)
- Playing (ECM, 1980)
- A Tribute to Blackwell (Black Saint, 1987)

### Como sideman
Con Jon Ballantyne
- 4tets (Real Artist Works, 2000)

Con Ed Blackwell
- Walls-Bridges (Black Saint, 1992)

Con Michael Bocian
- Reverence (Enja 1994)

Con David Bond
- The Key of Life (Vineyard)

Con Cameron Brown
- Here and How! (OmniTone, 1997)

Con Jane Bunnett
- In Dew Time (Dark Light, 1988)
- Radio Guantánamo: Guantánamo Blues Project, Vol. 1 (Blue Note, 2006)

Con Don Cherry
- Relativity Suite (JCOA, 1973)

Con Ornette Coleman
- New York Is Now! (Blue Note, 1968)
- Love Call (Blue Note, 1968)
- Crisis (Impulse!, 1969)
- Friends and Neighbors: Live at Prince Street (Flying Dutchman, 1970)
- The Belgrade Concert (Jazz Door, 1971)
- Science Fiction (Columbia, 1971)
- Broken Shadows (Columbia, 1971-2 [1982])

Con Anthony Cox
- Dark Metals (Polygram, 1991)

Con Charlie Haden's Liberation Music Orchestra
- Liberation Music Orchestra (Impulse!, 1970)
- The Ballad of the Fallen (ECM, 1982)
- Dream Keeper (Blue Note, 1990)

Con Billy Hart
- Enchance (Horizon, 1977)

Con Keith Jarrett
- El Juicio (Atlantic, 1971)
- Birth (Atlantic, 1971)
- Expectations (Columbia, 1972)
- Fort Yawuh (Impulse!, 1973)
- Treasure Island (Impulse!, 1974)
- Death and the Flower (Impulse!, 1974)
- Backhand (Impulse!, 1974)
- Shades (Impulse!, 1975)
- Mysteries (Impulse!, 1975)
- The Survivors' Suite (ECM, 1976)
- Bop-Be (Impulse!, 1977)
- Eyes of the Heart (ECM, 1979)

Con Leroy Jenkins
- For Players Only (JCOA, 1975)

Con Pat Metheny
- 80/81 (ECM, 1980)

Con Paul Motian
- Monk in Motian (JMT, 1988)
- Trioism (JMT, 1993)

Con Roswell Rudd & The Jazz Composer's Orchestra
- Numatik Swing Band (JCOA, 1973)

Con Clifford Thornton & The Jazz Composers Orchestra
- The Gardens of Harlem (JCOA, 1975)

With Randy Weston
- Spirits of Our Ancestors (Antilles, 1991)

With Matt Wilson
- As Wave Follows Wave (Palmetto, 1996)

With Dane Belany
- Motivations (Sahara, 1975)

With Michel Benita
- Preferences (Label Bleu, 1990)
- Soul (Label Bleu, 1993)